# كالوم ماكغريغور
كالوم ماكغريغور (بالإنجليزية: Callum McGregor)‏ (14 يونيو 1993 غلاسكو المملكة المتحدة - ) هو لاعب كرة قدم بريطاني، يلعب كلاعب وسط.

## مسيرته الكروية
لعب كالوم ماكغريغور خلال مسيرته الاحترافية مع ناديين في ثمانية مواسم وسجل خلالها 43 هدفًا ضمن 214 مباراة. حيث فاز في ثلاثة مواسم بالكأس وفي سبعة مواسم بالدوري.
خاض كالوم ماكغريغور مسيرته مع نادي سلتيك في موسم 2012–13 في المرة الأولى لمدة موسم واحد ثم في موسم 2014–15 ليلعب معه ستة مواسم، مشاركًا طوالها في 177 مباراة سجل خلالها 31 هدفًا. ثم انتقل إلى نادي نوتس كاونتي في موسم 2013–14 لمدة موسم واحد، حيث شارك في 37 مباراة سجل خلالها 12 هدفًا.
قدم ماكغريغور أول مباراة له مع سلتيك ضد كريك ريكيافيك في 15 يوليو 2014 في تصفيات دوري أبطال أوروبا وسجل الهدف الوحيد في المباراة. وسجل أيضا ضد ليجيا وارسو ونادي ماريبور في التصفيات المؤهلة.
بدأ ماكغريغور مباراته الأولى في الدوري الممتاز الإسكتلندي ضد سانت جونستون في 13 أغسطس 2014 وسجل هدفًا في فوز 3-0 على سلتيك. في 29 أغسطس 2014، وقع ماكغريغور عقدًا جديدًا مدته خمس سنوات مع سلتيك.
قام بمظهره رقم 100 للنادي في الفوز 2-1 في دندي في 19 مارس 2017. سجل ماكغريغور في انتصارين متتاليين في الدوري القديم ضد رينجرز في غضون أسبوع في أبريل 2017. في نهائي كأس اسكتلندا لعام 2017، بدأ ماكغريغور في مركزه المعتاد في خط الوسط ولكنه لعب معظم المباراة في الظهير الأيسر بعد إصابة كيران تييرني. وسجل بديله في وسط الملعب، توم روغيتش، هدف الفوز لسيلتيك.
بعد أن سجل هدفًا سابقًا في المباريات المؤهلة، في 31 أكتوبر 2017، سجل ماكغريغور هدفه الأول في مرحلة المجموعات من دوري الأبطال، ليحرز هدف التعادل على أرضه لصالح بايرن ميونخ (جيمس فورست يقدم المساعدة)، على الرغم من أن الفريق الألماني استجاب للمطالبة الفوز 2-1. ثم سقط سيلتيك في الدوري الأوروبي 2017-18، حيث سجل ماكغريغور الهدف الوحيد في مباراة الذهاب من نهاية اللقاء الأخير مع زينيت سان بطرسبرج.
في 19 مايو 2018، سجل ماكغريغور الهدف الافتتاحي في نهائي كأس اسكتلندا الذي جعل سلتيك يؤمن أول «مضاعفة» في تاريخ كرة القدم الاسكتلندية.

## دوليا
في أول ظهور له في أكتوبر 2013، قام ماكغريغور بخمس مباريات وسجل هدفاً لفريق كرة القدم الوطني لأقل من 21 عاماً في اسكتلندا. تمت إضافته إلى تشكيلة اسكتلندا الكاملة لأول مرة في أغسطس 2014، بعد وقت قصير من اقتحام فريق سيلتيك الأول.
في أكتوبر عام 2017، كان مكجريجور شملت مرة أخرى في تشكيلة كاملة لمدة 2018 كأس العالم تصفيات ضد سلوفاكيا وسلوفينيا، لكنه بقي على مقاعد البدلاء خلال المباراتين. ظهر لأول مرة بعد شهر، بدءا من مباراة ودية ضد هولندا.

## الحياة الشخصية
في فبراير 2016، أوقفت الشرطة ماكغريغور واتهمت بقيادة الشراب، بعد أن أدين بالفعل وحظرت بسبب تسريعها في العام السابق. تم استبعاده في وقت لاحق لمدة عام.

## الجوائز والألقاب
الدوري الممتاز الإسكتلندي (4): 2014-2015، 2015–16، 2016–17، 2017–18
كأس رابطة الأندية الاسكتلندية: 2016-2017، 2017-18
كأس اسكتلندا: 2016-17، 2017-18

## إحصاءات
| النادي              | مواسم      | اسم الدوري                     | الدوري | الدوري | الكأس | الكأس | كأس الدوري | كأس الدوري | اوريا | اوريا | اخري | اخري  | مجموع | مجموع |
| النادي              | مواسم      | اسم الدوري                     | لعب    | اهداف  | لعب   | اهداف | لعب        | اهداف      | لعب   | اهداف | لعب  | اهداف | لعب   | اهداف |
| ------------------- | ---------- | ------------------------------ | ------ | ------ | ----- | ----- | ---------- | ---------- | ----- | ----- | ---- | ----- | ----- | ----- |
| سلتيك               | 2013-14    | الدوري الإسكتلندي الممتاز      | 0      | 0      | 0     | 0     | 0          | 0          | 0     | 0     | 0    | 0     | 0     | 0     |
| سلتيك               | 2014-15    | الدوري الإسكتلندي الممتاز      | 18     | 2      | 0     | 0     | 2          | 0          | 11    | 3     | 0    | 0     | 31    | 5     |
| سلتيك               | 2015-16    | الدوري الإسكتلندي الممتاز      | 27     | 4      | 3     | 1     | 2          | 0          | 2     | 1     | 0    | 0     | 34    | 6     |
| سلتيك               | 2016-17    | الدوري الإسكتلندي الممتاز      | 31     | 6      | 4     | 1     | 2          | 0          | 9     | 0     | 0    | 0     | 46    | 7     |
| سلتيك               | 2017-18    | الدوري الإسكتلندي الممتاز      | 36     | 7      | 5     | 2     | 4          | 1          | 10    | 2     | 0    | 0     | 55    | 12    |
| سلتيك               | 2018-19    | الدوري الإسكتلندي الممتاز      | 0      | 0      | 0     | 0     | 0          | 0          | 2     | 1     | 0    | 0     | 2     | 1     |
| سلتيك               | مجموع      | مجموع                          | 112    | 19     | 12    | 4     | 10         | 1          | 34    | 6     | 0    | 0     | 168   | 31    |
| مقاطعة نوتس (اعاره) | 2013-14    | الدوري الإنجليزي الدرجة الأولى | 37     | 12     | 1     | 0     | 2          | 1          | 0     | 0     | 1    | 1     | 41    | 14    |
| مقاطعة نوتس (اعاره) | مجموع      | مجموع                          | 37     | 12     | 1     | 0     | 2          | 1          | 0     | 0     | 1    | 1     | 41    | 14    |
| مجموع الكل          | مجموع الكل | مجموع الكل                     | 149    | 31     | 13    | 4     | 12         | 2          | 34    | 6     | 1    | 1     | 209   | 45    |

## وصلات خارجية
كالوم ماكغريغور على موقع الاتحاد الدولي (مؤرشف)  (الإنجليزية)
- كالوم ماكغريغور على موقع الاتحاد الأوربي (الإنجليزية)
- كالوم ماكغريغور على موقع الاتحاد الإسكتلندي (الإنجليزية)
- كالوم ماكغريغور على موقع قاعدة بيانات كرة القدم.إي يو (الإنجليزية)
- كالوم ماكغريغور على موقع ناشيونال فوتبول تيمز (الإنجليزية)
- كالوم ماكغريغور على موقع Soccerbase.com (لاعب) (الإنجليزية)
- كالوم ماكغريغور على موقع Soccerway.com (الإنجليزية)
- كالوم ماكغريغور على موقع AS.com (الإسبانية)